# 徳島県道274号坂野羽ノ浦線
徳島県道274号坂野羽ノ浦線（とくしまけんどう274ごう さかのはのうらせん）は、徳島県小松島市から阿南市に至る一般県道である。

## 概要
小松島市坂野町から阿南市羽ノ浦町中庄に至る。おおよそ全線で2車線の道路は確保されている。走りやすい道ではあるが、交通量もあり羽ノ浦町内は商店街を走る道路のため、走行には注意を要する。

### 路線データ
- 起点：徳島県小松島市坂野町（徳島県道141号大林那賀川阿南線バイパス・徳島県道273号大京原今津浦和田津線交点）
- 終点：徳島県阿南市羽ノ浦町中庄（徳島県道130号大林津乃峰線交点）
- 総延長：3.68 km（他に旧道0.729 km）[1]

## 歴史
- 1959年（昭和34年）1月31日 - 徳島県道156号として認定。
- 1972年（昭和47年）3月10日 - 現在の路線番号で再認定。

## 路線状況

### 重複区間
- 徳島県道141号大林那賀川阿南線（小松島市坂野町）

## 地理

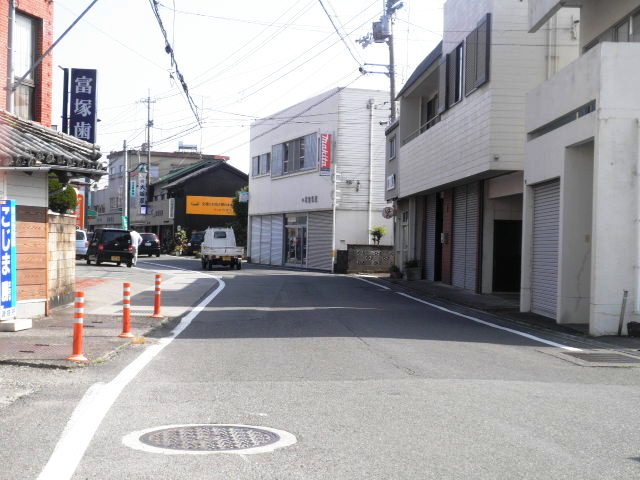
阿南市羽ノ浦町内は商店街を走る道路がある区間がある
阿南市羽ノ浦町原婦知で撮影

### 通過する自治体
- 徳島県
  - 小松島市 - 阿南市

### 交差する道路
| 交差する道路                                                               | 市町村名 | 交差する場所 | 交差する場所 |
| -------------------------------------------------------------------------- | -------- | ------------ | ------------ |
| 徳島県道141号大林那賀川阿南線 / バイパス 徳島県道273号大京原今津浦和田津線 | 小松島市 | 坂野町       | 起点         |
| 国道55号 / 阿南道路                                                        | 小松島市 | 坂野町       |              |
| 徳島県道141号大林那賀川阿南線 重複区間起点                                 | 小松島市 | 坂野町       |              |
| 徳島県道141号大林那賀川阿南線 重複区間終点                                 | 小松島市 | 坂野町       |              |
| 徳島県道128号阿南羽ノ浦線                                                  | 阿南市   | 羽ノ浦町中庄 |              |
| 徳島県道172号羽ノ浦停車場線                                                | 阿南市   | 羽ノ浦町中庄 |              |
| 徳島県道130号大林津乃峰線                                                  | 阿南市   | 羽ノ浦町中庄 | 終点         |

### 交差する鉄道
- 牟岐線

### 沿線
- 徳島県立富岡東高等学校羽ノ浦校
- 阿南市立羽ノ浦小学校
- JR四国牟岐線 羽ノ浦駅
- 阿南市役所 羽ノ浦支所
- 中庄郵便局

## ギャラリー

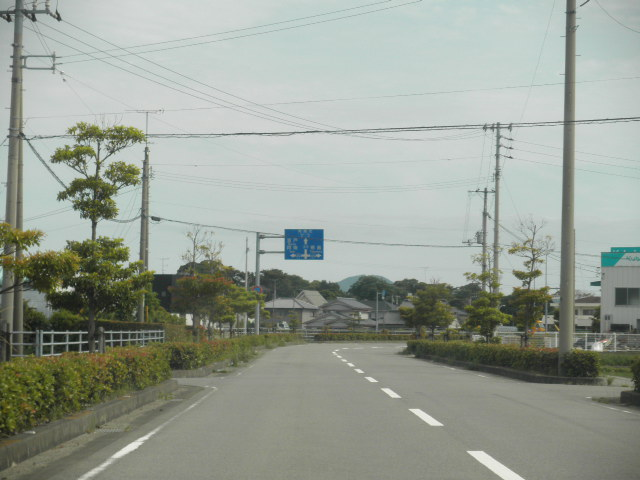
小松島市坂野町
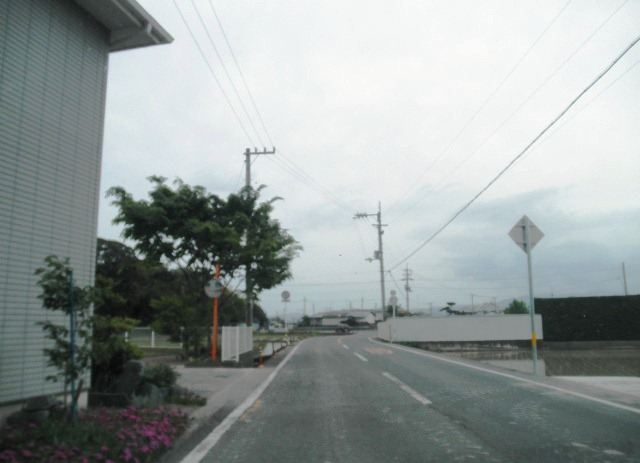
小松島市坂野町
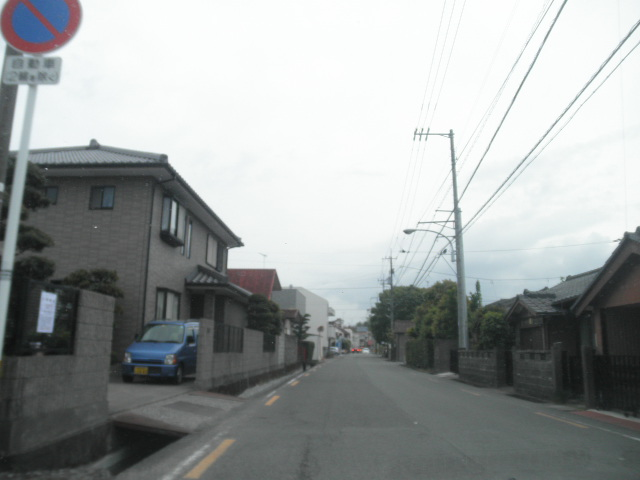
阿南市羽ノ浦町中庄
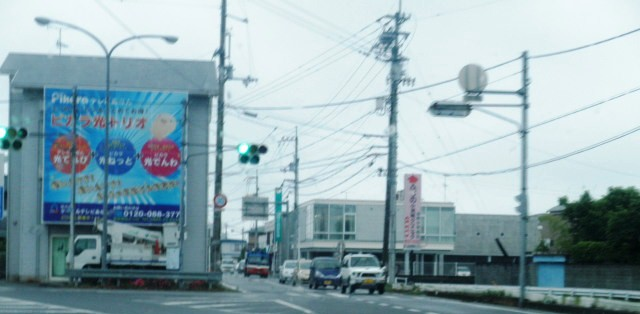
阿南市羽ノ浦町中庄
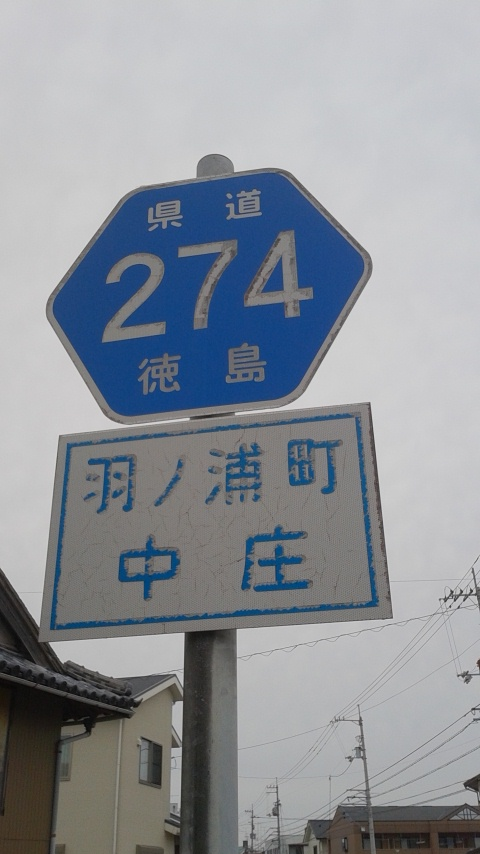
県道標識